# Ramón Sabatés
Ramón Sabatés i Massanell (Llinars del Vallès, 1915. október 26. – Sant Just Desvern, 2003. január 10.) spanyol képregényalkotó.

## Életpályája
Első munkái az 1930-as évek elején jelentek meg a Cholito, a Jordi, és a Pocholo című magazinok oldalain. A TBO-ban különleges és bolondos találmányokról készített humoros képkockái a magazin Los Grandes Inventos de TBO című rovatban jelentek meg éveken át. Mint a lap legkiemelkedőbb rajzolója, az ő nevéhez fűződik a El Profesor Franz de Copenhague és a Casimiro Noteví megalkotása is.
Az évek során számos képregénye jelent meg különböző magazinokban, így például a Pulgarcitóban (Sindulfo Sindetikon, El Profesor Sulfato, Ataúlfo), a Cuentos de Pocholóban (El Abuelo, La Familia Tragaperas), a Trampolínben (El Profesor Litines, La Familia Sulfamida, La Familia Pisaverde), a Nicolásban (El Mago Perejil, El Sabio Máximo Atontado), a Lupitában (Página de la Abuelita), a Paseo Infantilben (La Tía Nicasia), a Chicolinóban, a Jaimitóban és a Tío Vivóban (Angel Amor).